# La Haye-Aubrée
La Haye-Aubrée ist eine französische Gemeinde mit 419 Einwohnern (Stand: 1. Januar 2022) im Département Eure in der Region Normandie (vor 2016 Haute-Normandie). Sie gehört zum Arrondissement Bernay und zum Kanton Bourg-Achard. Die Einwohner werden Aubriens genannt.

## Geographie
La Haye-Aubrée liegt etwa 27 Kilometer westsüdwestlich von Rouen in der Landschaft Roumois. Umgeben wird La Haye-Aubrée von den Nachbargemeinden Vatteville-la-Rue im Norden, La Haye-de-Routot im Nordosten, Routot im Osten und Südosten, Éturqueraye im Süden sowie Étréville im Südwesten und Westen.

## Bevölkerungsentwicklung
| Jahr                       | 1962 | 1968 | 1975 | 1982 | 1990 | 1999 | 2006 | 2013 | 2020 |
| Einwohner                  | 291  | 292  | 310  | 346  | 381  | 406  | 415  | 466  | 453  |
| Quellen: Cassini und INSEE |      |      |      |      |      |      |      |      |      |

## Sehenswürdigkeiten
- Kirche Saint-Léger aus dem 13. Jahrhundert mit späteren Umbauten, Monument historique seit 1962
- Pfarrhaus aus dem 17. Jahrhundert
- Herrenhaus von Les Carrières aus dem 18./19. Jahrhundert
- Herrenhaus von Chopillard aus dem 16./17. Jahrhundert
- Schloss Bonneval aus dem 17./18. Jahrhundert, seit 1963/1990 Monument historique

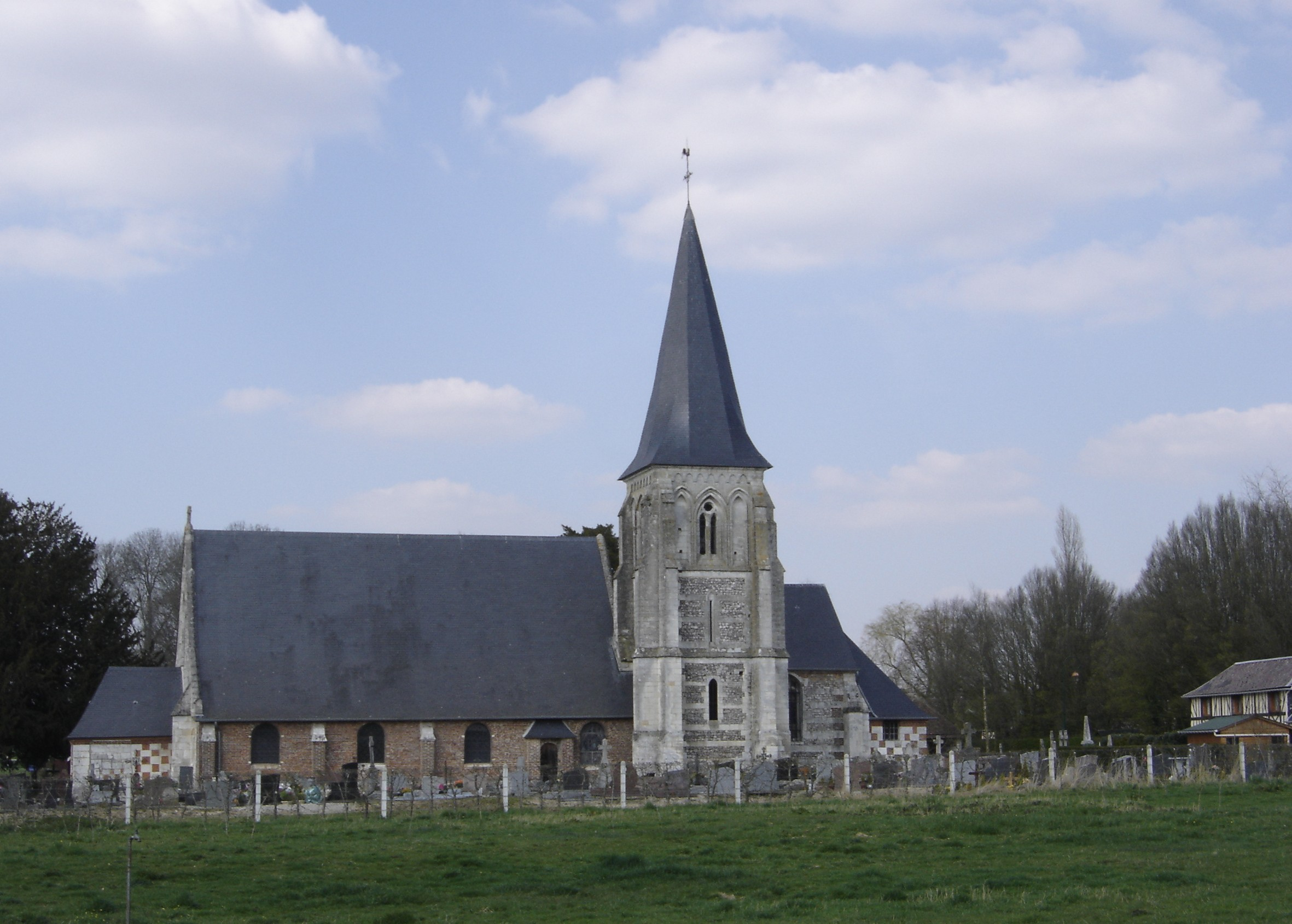
Kirche Saint-Léger